# 사이초
사이초(일본어: 最澄, 진고게이운 원년(767년 9월 15일) ~ 고닌 13년(822년 6월 26일))는 일본 헤이안 시대(平安時代)의 승려이다.
일본 천태종(天台宗)의 개조(開祖)로 꼽힌다. 오미국(近江国, 지금의 시가현滋賀県) 시가 군(滋賀郡) 후루이치 향(古市郷, 지금의 오쓰시大津市)에서 태어났으며, 속명(俗名)은 미쓰노오비토 히로노(三津首広野).
선조는 중국 후한(後漢) 효헌제(孝献帝)의 후손(진위 여부는 불명)이라는 도마키 왕(登萬貴王)이라는 인물로 오진 천황(応神天皇) 때에 일본에 도래했다고 한다.

## 생애
※다음 연표의 연령은 진고게이운 원년(767년) 출생설을 기초로 합니다.
- 호키(寶龜) 9년(778년) 12세의 나이로 오미 고쿠분지에 들어가, 교효(行表) 아래서 출가함.
- 호키 11년(780년) 14세로 고쿠분지 승려로 보충되어 11월 12일에 법명을 사이초라 고침. 이후 주요 명산에서 본격 수행.
- 엔랴쿠(延歷) 2년(783년), 17세로 1월 20일에 정식으로 승려임을 증명하는 도록(度縁)를 교부받다.
- 785년, 19세로 도다이사(東大寺)에서 구족계(具足戒)를 받다. 같은 해 7월에 히에이 산(比叡山)에 올라 산림수행에 들어가 대장경(大蔵経)을 독파.
- 788년, 약사여래(薬師如来)를 본존으로 하는 초암(草庵) 일승지관원(一乗止観院)을 세우다.
- 797년, 간무 천황(桓武天皇)의 내공봉(内供奉) 10선사의 한 명이 되었다.
- 801년, 히에이 산 일승지관원에서 법화십강(法華十講)을 봉수. 난토 6종(南都六宗)의 고승 10인에게 강사를 의뢰함(강십대덕서請十大徳書).
- 802년, 다카오 산사(高雄山寺, 진고사神護寺)의 법화회(法華会) 강사를 맡다. 간무 천황으로부터 입당구법환학생(入唐求法還学生, 단기 유학생)으로 뽑힘.
- 804년 7월, 통역으로 문하 제자 기신(義真)을 데리고 구카이(空海)와 함께 규슈를 출발, 견당사의 일원으로 당나라로 건너감. 9월에 명주(明州)에 도착. 천태산(天台山)에 올라 담연(湛然)의 제자 도수(道邃)와 행만(行満)으로부터 천태교학을 배우다. 뒤에 도수에게 대승보살계(大乗菩薩戒)를 받고 소연(翛然)으로부터 선(禅)을, 순효(順暁)로부터 밀교를 전수받았다.
- 805년 5월, 귀국길에 와다 곶(고베시) 상륙해 최초의 밀교교화영장(密教教化霊場)인 능복호국밀사(能福護国密寺)를 개창하였다. 7월에 수도에 올라와 체재 중에 서사한 불경류가 230부 460권. 귀국 당시 간무 천황은 병상에 있었고 궁중에 천황의 쾌유를 비는 기도를 올렸다.
- 805년 9월, 간무 천황의 요청으로 다카오 산(高雄山) 진고사(神護寺)에서 일본 최초의 공식 관정(灌頂)을 행하다.
- 다이토 원년(806년) 1월, 표문을 올려 천태업(天台業) 2인(지관업止観業 1인, 차나업遮那業 1인)을 연분도자(年分度者)로 삼았다. 이는 난토 6종에 준하는 것이었다. 이것이 일본 최초의 천태종의 개종(開宗)이다. 이 무렵 구카이로부터 진언(真言), 실담(悉曇, 범자梵字), 화엄(華厳) 관련 전적을 빌려다 연구함.
- 고닌 3년(812년) 겨울, 제자 다이한(泰範)、엔초(円澄)、고죠(光定) 등과 다카오 산사(高雄山寺)에 들어가 구카이로부터 관정을 받음.
- 813년 1월, 세 제자를 다카오 산사의 구카이에게 보내 구카이로부터 밀교를 배우게 하고 3월까지 제자들은 다카오 산사에 머물렀다. 그러나 그 가운데 다이한은 구카이를 스승으로 섬기며 사이초의 거듭된 히에이 산으로의 귀산 권고를 받아들이지 않고 마침내 히에이 산에 돌아가지 않았다.
- 813년 11월, 사이초의 《이취석경》(理趣釋經)의 빌려달라는 요청에 구카이는 「문장수행이 아니라 실천수행이 중요하다」는 견해를 보이며 거절, 이후 교류가 서로 이루어지지 않았다.
- 815년、와키 씨(和気氏)의 요청으로 다이안사(大安寺)에서 강설, 난토의 학승들과 논쟁. 그 뒤 도고쿠(東国)를 여행한다. 간토(関東)에서 간진(鑑真)과의 연고가 있는 고즈케(上野)의 미토노사(緑野寺, 지금의 군마 현 세이호사浄法寺에 위치)나 시모스케(下野)의 오노사(小野寺)를 거점으로 전도. 법상종(法相宗)의 학승인 아이즈 도쿠이치(会津徳一)와 삼일권실(三一権実) 논쟁을 벌이다. 도쿠이치는 《불성초》(佛性抄)를 지어 사이초를 공격했고 사이초는 《조권실경》(照権実鏡)을 지어 반박하였다.[2]
- 818년, 스스로 구족계를 깨고 산가학생식(山家学生式)을 정했으며 천태종의 연분도자(年分度者)는 히에이 산에서 대승계(大乗戒)를 받아 보살승이 되어 12년간 山산속에서 수행하는 것을 의무로 삼았다. 난토 승강(僧綱)으로부터 반박을 받자 《현계론》(顕戒論)를 집필. 《내정불법혈맥보》(内証仏法血脈譜)를 지어 정통론을 설하였다.
- 822년 6월 26일 히에이 산의 주도인(中道院)에서 입적하였다. 향년 56세(만 54세). 입적하고 7일째 되는 날, 대승계단(大乗戒壇)의 설립이 제자 고죠와 후지와놀라노 후유쓰구(藤原冬嗣), 요시미네노 야스요(良岑安世)의 알선으로 칙허되었다.
- 조간 8년(866년), 세이와 천황(清和天皇)으로부터 전교대사(伝教大師)의 시호를 받았다. 일본 최초의 대사(大師) 칭호이다. 이후 전교대사 사이초라 불리게 되었다.

## 같이 보기
- 천태종
- 밀교 (불교)